# Hessischer Hochleistungsrechner
Der Hessische Hochleistungsrechner (HHLR) ist ein Teil des Hochleistungsrechnerverbundes des Landes Hessen. Die erste Generation des Hochleistungsrechnen war von 2002 bis 2012 der Power Cluster. Die aktuelle Generation ist Lichtenberg II.

## Hintergrund
Die leistungsstärksten Rechner der Welt werden von den USA, China und Japan eingesetzt. Auf europäischer Ebene wurde die Partnership for Advanced Computing in Europe - Initiative (PRACE) gegründet, an der Deutschland als einer von fünf Hauptpartnern unter derzeit insgesamt 17 Ländern beteiligt ist. Diese Initiative verfolgt das Ziel, eine europaweite Infrastruktur für Hochleistungsrechnen zu schaffen. Auf dieser Ebene sollen Hochleistungsrechner der höchsten Leistungsklasse angesiedelt sein.
Auf nationaler Ebene besteht mit dem Gauß-Centre for Supercomputing (GCS) ein Zusammenschluss der drei Bundesrechenzentren in Jülich, Garching und Stuttgart. Das GCS vertritt die deutschen Interessen in der PRACE-Initiativen.
Die Gauß-Allianz (GA) ist der Zusammenschluss aller Supercomputerzentren auf Landesebene. Die hessischen Interessen in der Gauß-Allianz werden durch die TU Darmstadt als stimmberechtigtes Mitglied und die Goethe-Universität Frankfurt als assoziiertes Mitglied vertreten. Die TU Darmstadt betrieb den HHLR.

## Aufgaben
Die Hauptaufgabe des Systems bestand darin, Ressourcen für Problemstellungen zur Verfügung zu stellen, deren Anforderungen die lokalen Möglichkeiten eines Instituts oder einer einzelnen Hochschule übersteigen.
Der HHLR war dabei speziell auf Anwendungen mit hoher Parallelität und hohem Kommunikationsbedarf ausgerichtet. Aber auch Anwendungen mit besonders hohem Hauptspeicherbedarf hatten hier ihren Platz.

## Power Cluster
Historisch wurde die erste Generation synonym als Hessische Hochleistungsrechner (HHLR) bezeichnet.

### Der Rechner
Der Rechner wurde 2002 installiert. Er konnte von Wissenschaftlern aller hessischen Hochschulen sowie dem Helmholtzzentrum für Schwerionenforschung GSI genutzt werden. Er wird durch die beteiligten Hochschulen und das Land Hessen finanziert.
Er wurde vom Hochschulrechenzentrum (HRZ) der TU Darmstadt im Auftrag des HHLR-Beirats sowie der Kompetenzgruppe wissenschaftliches Hochleistungsrechnen im Forschungszentrum Computational Engineering (CE) betrieben.
Der Rechner war Teil des hessischen Hochleistungsrechnerverbundes. Gemeinsam mit dem vom Center for Scientific Computing CSC der Universität Frankfurt aufgebauten Linux-PC-Cluster für weniger eng gekoppelte Aufgabenstellungen (geringer Kommunikationsbedarf) ist er einer der beiden Pfeiler des Hessischen Hochleistungsrechner-Konzeptes.

### Eigenschaften
Das System bestand aus 19 SMP-Knoten mit insgesamt 580 Prozessoren. Die 18 Rechenknoten verfügten jeweils über 32 Power6-CPUs und mindestens 128 GB Arbeitsspeicher. Als Shared Memory Rechner (SMP) waren die Maschinen besonders gut für parallele Probleme mit sehr hohem Kommunikationsbedarf geeignet. Um auch Programme, die mehr als einen SMP-Knoten benötigen, effektiv verarbeiten zu können, waren die Rechner untereinander mit einem schnellen internen Netzwerk verbunden (8 Lanes DDR InfiniBand).

## Nachfolgesysteme
Das Nachfolge-System ist seit 2012 der Lichtenberg-Hochleistungsrechner, dessen Leistung die des HHLR bereits bei Einführung in der ersten Ausbaustufe um das 30-fache übertraf.